# Harsdorf
Harsdorf é um município da Alemanha, no distrito de Kulmbach, na região administrativa da Alta Francónia, estado de Baviera. Pertence ao Verwaltungsgemeinschaft de Trebgast.